# Platypalpus nonstriatus
Platypalpus nonstriatus är en tvåvingeart som först beskrevs av Gabriel Strobl 1901.  Platypalpus nonstriatus ingår i släktet Platypalpus och familjen puckeldansflugor. Arten har ej påträffats i Sverige. Inga underarter finns listade i Catalogue of Life.